# Aydin Rajabov
 (juillet 2022).
Aydin Rajabov (en azéri : Aydın Məhəmməd-Ağa (Məmmədağa) oğlu Rəcəbov)  né le 9 avril 1944 à Bakou,  est un artiste-fabricant de tapis, chef de la section d'Art appliqué décoratif de l'Union des peintres azerbaïdjanais, Artiste du peuple de la République d'Azerbaïdjan (2021).

## Biographie
En 1966 Aydin Rajabov obtient le diplôme de l'École nationale d'art d'Azerbaïdjan A. Azimzade et entre à la faculté d'architecture de l'Institut polytechnique. À partir de la deuxième année, il poursuit ses études à la faculté de tapis de l'Institut d'art d'État d'Azerbaïdjan  M.A. Aliyev et en sort diplômé en 1972.
L'artiste est élu membre de l'Union des artistes de l'URSS en 1975 et membre du Présidium de l'Union des artistes azerbaïdjanais en 1991. En 2012, il est nommé à la tête du département Arts décoratifs appliqués de l'Union des peintres d'Azerbaïdjan.

## Œuvre
Aydın Rajabov est considéré comme un élève d’un artiste-maître Latif Kerimov. En même temps, il forme son style créatif individuel sur la synthèse de la tradition et de la modernité. Dans sa création de tapis et de motifs, il fait appel aux sources de la poésie, des traditions miniatures médiévales. 
Des expositions individuelles d'Aydın Rajabov ont lieu à Bakou et à Stockholm en 2005.
Il participe à des expositions nationales et internationales avec ses travaux. Les œuvres de l'artiste de tapis sont conservées dans des musées azerbaïdjanais et de diverses collections privées en Allemagne, en Turquie, en Italie, en Espagne, en Suisse, en France et d'autres pays.

## Récompenses et prix
- Titre honorifique d'Artiste du peuple de la République d'Azerbaïdjan (16 octobre 2021)
- Titre honorifique d'Artiste émérite de la République d'Azerbaïdjan (29 décembre 2006)
- Prix de Soltan Muhammad (2007)